# Gutsanlage Kränzlin

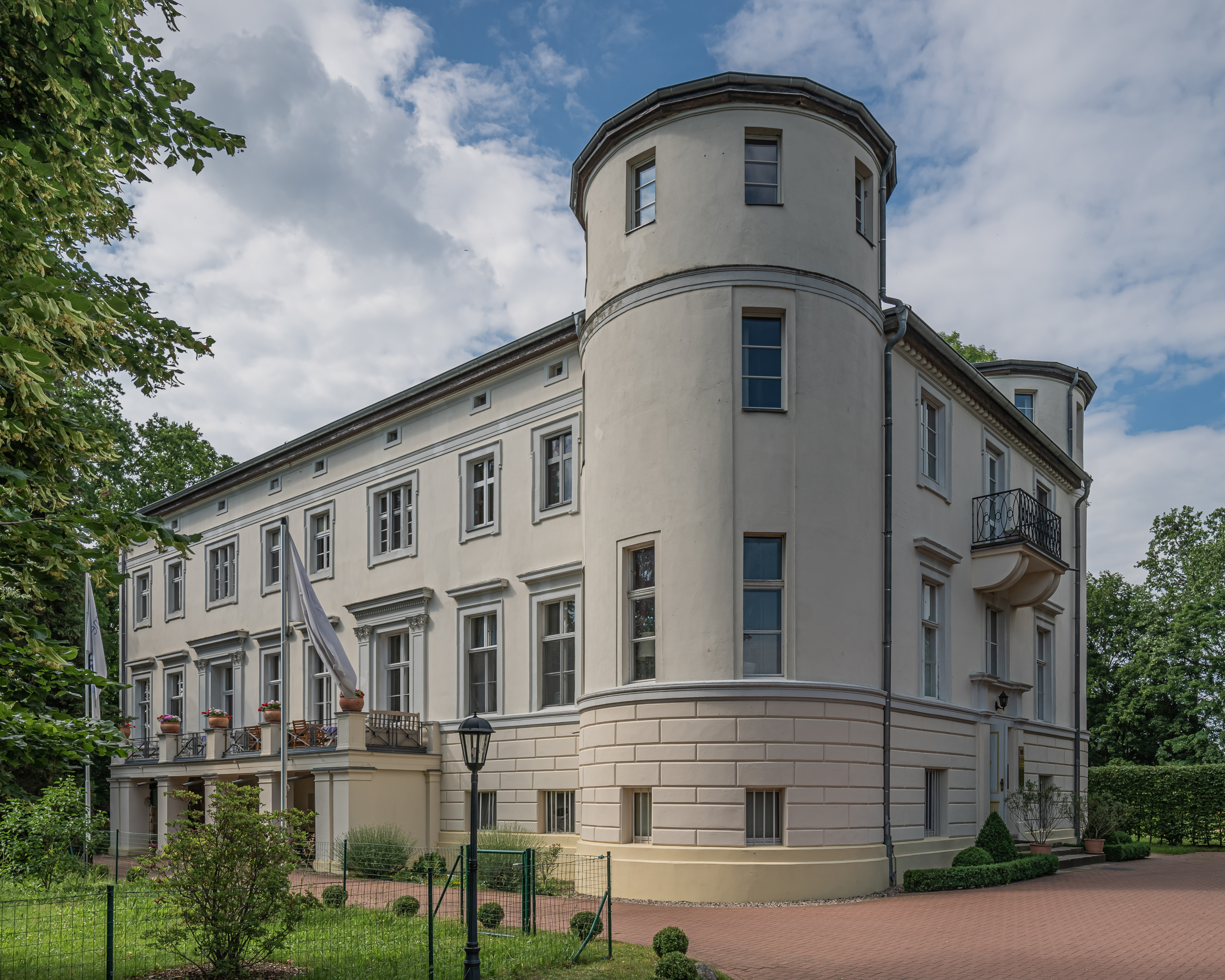
Gutshaus in Kränzlin

Die denkmalgeschützte Gutsanlage Kränzlin besteht aus einem Herrenhaus, auch Gutshaus Kränzlin oder Schloss Kränzlin genannt, der Villa und den Resten des Gutsparks. Sie liegt an der Darritzer Straße in Kränzlin.
Beim ehemaligen Herrenhaus handelt es sich um einen zweigeschossigen Putzbau mit hohem Sockelgeschoss. Der Kern stammt vom Bau 1818. Zu 1855/56 fand eine Erweiterung statt. Dabei wurden die Fassaden spätklassizistisch überformt. Diese Umbauten geschahen im Stil der Stüler-Schule. Im Jahr 1912 erhielt die östliche Schmalseite zwei runde hervorstehende Ecktürme. Eine Restaurierung fand um 1995 statt.

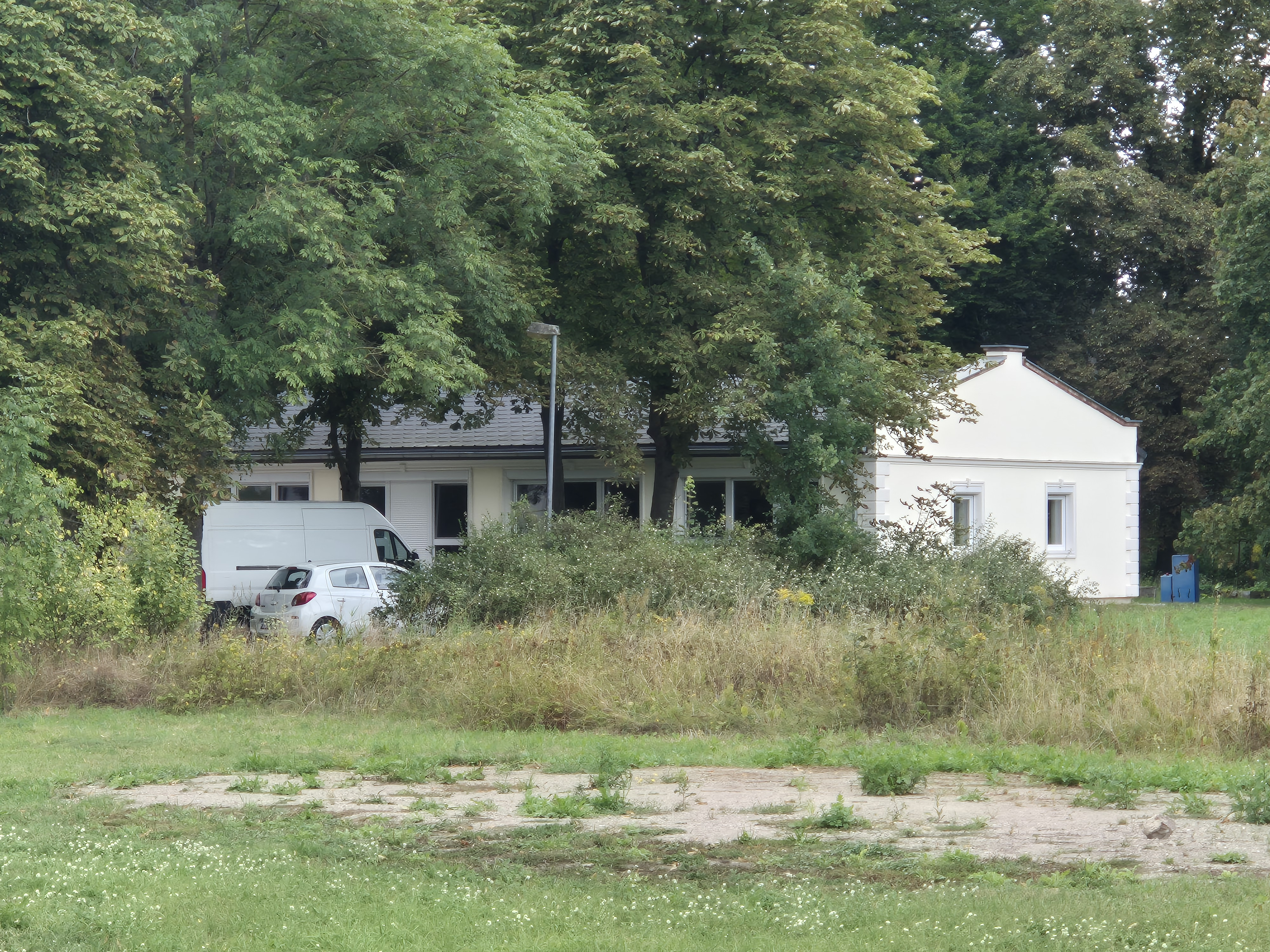
Weiteres Gebäude auf der Gutsanlage

Die Denkmaldatenbank des Landes Brandenburg charakterisiert die Villa als zweigeschossiges Gebäude mit Walmdach. Sie stehe im Osten des Gutshauses und wurde zwischen 1920 und 1930 erbaut. Im Jahr 2001 erlebte der Bau einen Brand. Heute besteht sie anscheinend  in der beschriebenen Form nicht mehr.
Der frühere Gutspark wurde in der ersten Hälfte des 19. Jahrhunderts angelegt, wahrscheinlich wirkte dabei Peter Joseph Lenné als Gartenarchitekt. Nach 1945 erlebte er deutliche Veränderungen. Innerhalb des Parks befindet sich ein Mausoleum aus dem Jahr 1820 in der Nähe der Kirche.
Bis zum Jahr 1945 gehörte die Anlage der Familie Scherz, welche im Zuge der Bodenreform in der Sowjetischen Besatzungszone enteignet wurde. Zwischen 1945 und 1990 wurde das Herrenhaus für Mietwohnungen genutzt. Heute beherbergt es mehrere Organisationen bzw. Unternehmen um Marcus Schmieke, darunter die „Veden-Akademie“ und die Firmensitze der Time Waver Home GmbH und der Healy Gruppe. Die Schlosspark Kränzlin GmbH, deren Geschäftsführer Falk Hubald ist (ebenfalls Leiter der Rechtsabteilung der TimeWaver Home GmbH), plant einen Ausbau des Areals. Dazu gehört neben einem Seminar–, einem Büro– und einem Gastronomiegebäude sowie mehreren Einfamilienhäusern, der Ausbau des derzeitigen Gutsparks. Für diese Pläne wurde das Gelände eines benachbarten ehemaligen Landwirtschaftsbetriebs hinzugekauft.
Theodor Fontane war der Familie Scherz freundschaftlich verbunden und besuchte sie wiederholt. Darüber hinaus verfasste Fontane in „Die Grafschaft Ruppin“ dem 1870 gefallenen Sohn der Familie am Beginn des Kapitels „Krentzlin“ eine Widmung mit den Worten: „Darum still, Füg´ ich mich, wie Gott es will. Und soll ich den Tod erleiden, Stirbt ein braver Reitersmann“.